# Лісівнича академія наук України

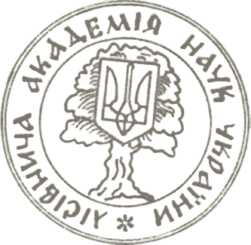
Емблема ЛАНУ

Лісівнича академія наук України (ЛАНУ) — фахова академія наук України, громадська організація, що об'єднує представників української лісівничої справи. Науково-творчий, методичний і координаційний громадський центр галузі лісівництва, лісоексплуатації, технології деревообробки та економіки лісового комплексу.
Діяльність Академії поширюється на всю територію України. Місце знаходження центральних органів ЛАН України — місто Львів (вул. Генерала Чупринки, 103, НЛТУ України; індекс — 79057).

## Мета і основні завдання
Основною метою діяльності ЛАН України є об'єднання творчих зусиль вчених і практиків лісового комплексу для
- підвищення престижу лісівничої та лісоінженерної справи,
- налагодження тісної співпраці між лісівничою практикою та наукою,
- підтримки передових науково-практичних розробок та досягнень науки і практики,
- захисту довкілля, охорони та примноження лісових багатств держави.

Основними завданнями ЛАН України є:
- сприяння проведенню фундаментальних досліджень з проблем теорії лісівництва та агролісомеліорації, лісокористування та економіки лісового комплексу;
- організація ведення лісового господарства на принципах наближеного до природи лісівництва;
- сприяння розробці та впровадженню програм поліпшення екологічної ситуації, охорони природи через формування національних природних заповідників, національних природних парків та лісопарків;
- вирішення проблем в області лісовідновлення та лісорозведення, пошук ефективних шляхів збільшення лісистості держави;
- наукове, екологічне, соціальне обґрунтування необхідності залишення лісів у державній власності;
- розробка концепції переходу на невиснажливе користування лісом, запровадження плантаційних насаджень, «енергетичних» плантацій для продукування значних обсягів деревної фітомаси за відносно короткі терміни;
- сприяння організації розробки прогресивних методів виробництва та застосування у лісовому господарстві і лісовій промисловості нових методів досліджень.

## Історія створення
Ідея створення організації належала професорам тодішнього Львівського лісотехнічного інституту Степанові Генсіруку, Володимиру Кучерявому, Ярославові Сабану.
Установча конференція зі створення академії проведена 30 листопада 1993 року у Львові. Президентом академії було обрано ректора Українського державного лісотехнічного університету, доктора економічних наук, професора Юрія Туницю.
Серед фундаторів організації були:
- професори, доктори наук — Ю. Туниця, Михайло Голубець, Ярослав Сабан, Дмитро Дудюк, Григорій Баранецький, Василь Рябчук, Костянтин Малиновський, Платон Третяк, Степан Стойко, Йосиф Царик, Петро Павлів, Тиберій Шкіря, Степан Генсірук, Ігор Синякевич, Михайло Калінін, В. Кучерявий, Євген Лютий, О. Фурдичко (Львів); Ігор Патлай, Борис Остапенко, Петро Молотков (Харків); Анатолій Строчинський, Михайло Гордієнко (Київ); Григорій Леонтяк (м. Чечельник Вінницької обл.);
- кандидати наук, доценти, старші наукові співробітники — Гаврусевич А. М., Василь Парпан, Іван Калуцький (Івано-Франківськ); Валерій Самоплавський, Лосицький С. Ф., Дурдинець П. П. (Київ); Білик Б. В., Адамовський М. Г., Майборода В. А. (Львів).

Першим академіком-секретарем Лісівничої академії наук України було обрано професора кафедри лісівництва та лісової таксації Сабана Я. О., котрий виконав найбільший обсяг роботи з організації, становлення та функціонування Академії.

## Склад і структура
Структура ЛАН України:
- бюро Президії в складі 5 осіб:
  - президент — Юрій Туниця,
  - 5 віце-президентів — Григорій Криницький, Михайло Голубець, Володимир Максимів, Ігор Синякевич, Платон Третяк,
  - академік-секретар — Юрій Дебринюк;
- галузеві відділення — проблем лісового і рекреаційного господарства, проблем лісової промисловості, проблем деревообробки, проблем економіки лісу;
- регіональні відділення:
  - західне (Львів) — керівник, доктор біологічних наук Василь Парпан,
  - центральне (Київ) — керівник, доктор сільськогосподарських наук Петро Лакида,
  - східне (Харків) — керівник, доктор біологічних наук Віктор Ткач,
  - південне (Алушта) — керівник, доктор біологічних наук Олексій Поляков;
- базові установи — Мінлісгосп України, Мінпром України, Науково-виробниче об'єднання «Ліс», Українське науково-виробниче деревообробне об'єднання, об'єднання лісової і деревообробної промисловості.

До академії входять:
- дійсні члени — 65,
- член-кореспонденти — 75,
- почесні члени — 10 осіб.

За теперішнього часу склад ЛАН України нараховує 63 дійсних члени (академіків), 67 членів-кореспондентів з усієї України, 9 колективних членів та 2 почесних іноземних члена академії.

## Видання

### «Наукові праці»
Науковим виданням Лісівничої академії наук України є щорічний збірник «Наукові праці Лісівничої академії наук України», який з 2009 року набув статусу наукового видання ВАК України.
В ньому публікуються оригінальні статті з актуальних питань сучасного лісівництва, відтворення та збагачення лісів держави, охорони природи, раціонального природокористування, лісоексплуатації, технології деревообробки, економіки лісового комплексу.

### Довідник
Довідник «Лісівнича академія наук України», виданий у 2010 році, містить відомості про дійсних членів (академіків), членів-кореспондентів, почесних (іноземних) членів за колективних членів Лісівничої академії наук України. Подано також історію створення Академії, її цілі та завдання, вміщено основні документи, на яких ґрунтується її діяльність.
Лісівнича академія наук України : довідник / за ред. проф. Ю. М. Дебринюка. — Львів : Камула, 2010. — 340 с. — ISBN 978-966-433-049-4.
Укладачі: Б. Дебринюк Б. В., Юрій Дебринюк, І. Делеган, Н. Дмитришин, І. Куцій, Василь Лавний, Ігор Соловій. За редакцією дійсного члена (академіка) Лісівничої академії наук України, академіка-секретаря ЛАН України, доктора сільськогосподарських наук, професора кафедри лісових культур і лісової селекції Національного лісотехнічного університету України Юрія Дебринюка.
12 жовтня 2012 власник авторських прав на довідник, професор Юрій Дебринюк надав дозвіл на використання довідника на умовах ліцензії CC BY-SA 3.0 Unported.

## Почесні академіки
- Граф Пйотр Дідушицький